# Phú Hải (phường)
Phú Hải là một phường thuộc thành phố Đồng Hới, tỉnh Quảng Bình, Việt Nam.

## Địa lý
Phường Phú Hải nằm ở phía nam thành phố Đồng Hới, có vị trí địa lý:
- Phía đông giáp xã Bảo Ninh qua sông Nhật Lệ
- Phía tây giáp phường Đức Ninh Đông và xã Đức Ninh qua sông Lũy Thầy
- Phía nam giáp huyện Quảng Ninh
- Phía bắc giáp phường Đồng Hải.

Phường có diện tích 3,13 km², dân số năm 2019 là 4.262 người, mật độ dân số đạt 1.361 người/km².

## Hành chính
Phường Phú Hải được chia thành 4 tiểu khu: Nam Hồng, Bắc Hồng, Diêm Hải, Phú Thượng.

## Kinh tế
Dân cư chủ yếu Kinh doanh dịch vụ–thương mại, sản xuất tiểu thủ công nghiệp, đánh bắt và nuôi trồng thủy sản.Thu nhập bình quân 12.000.000 đồng người/năm; thu ngân sách năm 2008 16.000.000.000 đồng. Trong những năm gần đây tốc độ đô thị hoá tương đối nhanh, Ủy ban nhân dân tỉnh phê duyệt quy hoạch chi tiết thành phố 2 bên sông trong đó chọn vị trí mũi Sác thuộc phường Phú Hải (45ha) làm điểm nhấn (xây dựng thành phố nước tại đây) theo quy hoạch được phê duyệt sẻ có toà tháp đôi 35 tầng, các khu còn lại cao từ 5 đến 18 tầng hy vọng trong tương lại không xa Phú Hải sẻ phát triển.

## Văn hóa
Di tích lịch sử là: Lũy Thầy (Đào Duy Từ), Bến cầu Dài, Cầu Ngắn.